# Vine Deloria junior
Vine Deloria junior (* 26. März 1933 in Martin, South Dakota; † 13. November 2005 in Golden, Colorado) war ein indianischer Rechts- und Politikwissenschaftler, Autor und Aktivist in den USA. In seinem bekanntesten Werk Custer Died for Your Sins („Custer starb für eure Sünden“) aus dem Jahr 1969 kritisiert er die Behandlung der Indianer durch die US-Regierungen und Ethnologen.

## Leben
Deloria wuchs als Angehöriger der Yankton-Dakota in der Standing Rock Reservation auf. Er entstammte einer Familie, die eng mit der Episkopalkirche verbunden war. Nach Abschluss seines Theologie-Studiums an der Iowa State University schloss er 1964 bis 1967 ein Studium der Rechtswissenschaft an der University of Colorado at Boulder an. Er hoffte zu dieser Zeit, als Anwalt seinem Volk besser helfen zu können, schlug aber später eine berufliche Laufbahn im Bereich der universitären Lehre ein.
Schon während seiner Ausbildung war Deloria Aktivist für die Rechte der Indianer. Er veröffentlichte eine Reihe hochbeachteter Bücher über die Rechte, die politische Geschichte und die Kosmologien der Indianer. Er war Mitglied verschiedener indianischer Organisationen, Vorstandsmitglied des National Museum of the American Indian sowie Direktor des National Congress of American Indians (NCAI) und erhielt im Jahr 2002 den Wallace Stegner Award des Center of the American West. An verschiedenen Universitäten unterrichtete er Politikwissenschaft und Geschichte.
Vine Delorias Buch God is Red (1973) hatte einen bedeutenden Einfluss auf die jüngere Geschichte der nordamerikanischen Indianer. In seinem Buch verglich er das Christentum mit den (vielfältigen) indianischen Religionen: Letztere würden vor allem auf einer engen spirituellen Verbindung mit  heiligen Orten der jeweiligen Ethnien beruhen, während das Christentum sich in erster Linie auf bestimmte historische Ereignissen beziehe. Daraus ergebe sich für den Christen ein „Zwang zum Glauben“, da sich diese Ereignisse nicht mehr persönlich erfahren ließen, wohingegen „der Indianer“ an seinen heiligen Stätten jederzeit Kontakt zur transzendenten Welt aufnehmen könne. Überdies kritisierte er den Anspruch der Allgemeingültigkeit der christlichen Offenbarung „sich die Erde untertan zu machen“. Tatsächlich spielen historische Ereignisse beziehungsweise die „Zeit an sich“ im Gegensatz zu gegenwärtigen heiligen „lebendigen“ Naturerscheinungen in nahezu allen ethnischen Religionen nur eine untergeordnete Rolle. Das Ziel seines Vergleiches war die Stärkung der in den 1960er Jahren entstehenden Rolle der Indianer als „Hüter der Mutter Erde“. Dies wurde von der Umweltbewegung und dem American Indian Movement begeistert aufgenommen und diente fortan als Argument für spirituell begründete Landrechtsforderungen wie etwa die Rückgabe der heiligen Black Hills an die Lakota oder den Kampf der Apachen gegen ein Observatorium auf dem Mount Graham. Solche Bestrebungen führten schließlich zum American Indian Religious Freedom Act, der zumindest die rechtliche Grundlage schuf, sowohl traditionelle Kulte als auch damit verbundene heilige Orte besser zu schützen. Die panindianische Bewegung führt Delorias Buch überdies gern als Beleg für die universelle Mutter-Erde-Vorstellung der nordamerikanischen Indianer an, obwohl diese Vergöttlichung der Erde kein altüberliefertes Motiv der indianischen Religionen ist.
Im letzten Jahrzehnt seines Lebens widmete Deloria sich wieder verstärkt Angriffen auf die Wissenschaft – insbesondere die Paläoanthropologie – aus nativem Blickwinkel. So wandte er sich 1995 vehement gegen den wissenschaftlichen Konsens zur rezenten, endglazialen Erstbesiedlung Nordamerikas via Beringstraße, und bestritt entschieden die These, die nordamerikanische Megafauna sei durch die Vorfahren der heutigen Native Americans ausgerottet worden. In seinem letzten größeren, 2002 erschienenen, Werk legte er schließlich eine kritisch-ablehnende Betrachtung sowohl der Evolutionstheorie als auch des christlichen Kreationismus vor.

## Bibliographie
- Aggressions of civilization: federal Indian policy since the 1880s. Temple University Press, Philadelphia 1984.
- American Indian policy in the twentieth century. University of Oklahoma Press, Norman 1985.
- American Indians, American justice. University of Texas Press, Austin 1983.
- Behind the Trail of Broken Treaties: an Indian declaration of independence. Dell Publishing Co., New York 1974.
- A Better Day for Indians. Field Foundation, New York 1976.
- A brief history of the Federal responsibility to the American Indian. Dept. of Health, Education, and Welfare, Washington 1979.
- Custer died for your sins: an Indian manifesto. Macmillan, New York 1969. Neuausgabe: B&T 2003, ISBN 0-8061-2129-7
- For this land: writings on religion in America. Routledge, New York 1999.
- Frank Waters: man and mystic. Swallow Press: Ohio University Press, Athens 1993.
- God is red: a native view of religion. North American Press, Golden, Colorado 1994, dt. Gott ist rot. Eine indianische Provokation. Dianus-Trikont-Buchverlag, München 1984, Neuauflage: Lamuv 1996, ISBN 3-88977-459-8
- The Indian affair. Friendship Press, New York 1974.
- Indians of the Pacific Northwest. Doubleday, New York 1977.
- The metaphysics of modern existence. Harper & Row, San Francisco 1979.
- The nations within: the past and future of American Indian sovereignty. Pantheon Books, New York 1984.
- Of utmost good faith. Straight Arrow Books, San Francisco 1971.
- Red earth, white lies: Native Americans and the myth of scientific fact. Scibner, New York 1995.
- The red man in the new world drama: a politico-legal study with a pageantry of American Indian history. Macmillan, New York 1971.
- Reminiscences of Vine V. Deloria, Yankton Sioux Tribe of South Dakota 1970. New York Times oral history program: American Indian oral history research project. Part II; no. 82.
- The right to know: a paper. Office of Library and Information Services, U.S. Dept. of the Interior, Washington, D.C. 1978.
- A sender of words: essays in memory of John G. Neihardt. Howe Brothers, Salt Lake City 1984.
- Singing for a spirit: a portrait of the Dakota Sioux. Clear Light Publishers, Santa Fe, N.M. 1999.
- Spirit and reason: the Vine Deloria, Jr., reader. Fulcrum Pub, Golden, Colorado 1999.
- Tribes, treaties, and constitutional tribulations (mit David E. Wilkins), University of Texas Press, Austin 1999.
- We talk, you listen; new tribes, new turf. Macmillan, New York 1970. dt. Nur Stämme werden überleben. Indianische Vorschläge für eine Radikalkur des wildgewordenen Westens. Trikont-Verlag, München 1976, Neuausgabe: Lamuv 1996, ISBN 3-88977-427-X